# Pterolophia pseudodapensis
Pterolophia pseudodapensis là một loài bọ cánh cứng trong họ Cerambycidae.